# Баланза, Бенедикт
Бенедикт Баланза (фр. Benedict Balansa или фр. Benjamin Balansa, 1825 — 1891) — французский ботаник и миколог.

## Биография
Бенедикт Баланза родился в 1825 году в городе Монпелье.
С 1873 по 1877 год Баланза исследовал Парагвай. В течение жизни он был также в Марокко, в Новой Каледонии, в Алжире и во Вьетнаме.
Бенедикт Баланза умер 18 ноября 1891 года в городе Ханой.

## Научная деятельность
Бенедикт Баланза специализировался на семенных растениях и на микологии.

## Почести
В честь Б. Баланза было названо множество видов растений и грибов, а также следующие роды:
- Balansaea Boiss. & Reut., 1852
- Balansaephytum Drake, 1896
- Balansia Speg., 1885
- Balansiella Henn., 1904 [= Claviceps Tul., 1853]
- Balansina G.Arnaud, 1918 [= Dothidasteromella Höhn., 1910]
- Balansochloa Kuntze, 1903, nom. superfl. [= Germainia Balansa & Poitr., 1873]